# オスカル1世 (スウェーデン王)

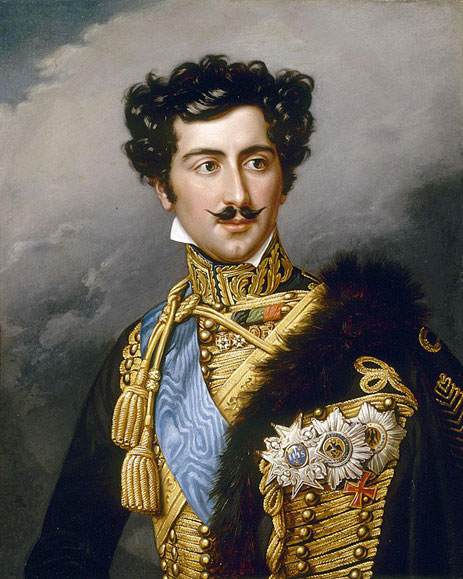
王太子時代のオスカル（ヨーゼフ・スティーラー画、1821年）

オスカル1世（オスカル1せい、Oscar I, 1799年7月4日 - 1859年7月8日）は、ベルナドッテ王朝第2代のスウェーデン国王およびノルウェー国王（在位：1844年 - 1859年）。

## 生涯
平民階級出身のフランスの将軍ジャン＝バティスト・ベルナドット（後のカール14世ヨハン）とデジレ・クラリーの間に、一人息子としてパリで生まれた。
1810年に父がスウェーデン王太子に迎えられたため、翌1811年に母とともにパリからストックホルムに移り、スウェーデン王カール13世からセーデルマンランド公の儀礼称号を授かる。オスカルはすぐにスウェーデン語を覚え、後に最期まで日常会話程度しかスウェーデン語を話せなかった父王を助けた。
1818年、父がスウェーデン＝ノルウェーの国王に即位すると同時に、王太子に立てられた。1823年、ロイヒテンベルク公ウジェーヌ・ド・ボアルネ（ナポレオン1世の皇后ジョゼフィーヌの連れ子）の娘ジョゼフィーヌと結婚し、
- カール15世（1826年 - 1872年）
- ウップランド公グスタフ（1827年 – 1852年）
- オスカル2世（1829年 - 1907年）
- エウシェニア王女（1830年 - 1899年）
- ダーラナ公アウグスト（1831年 – 1873年）

の四男一女をもうける。
1844年、父の死によりスウェーデン＝ノルウェーの王位を継承した。

### 治世
オスカル1世は、立憲君主制のスウェーデンにおいて、王権の限られた君主ではあったものの、独自の才覚を発揮した。父のカール14世はシャルル・ド・モンテスキューの権力分立制の支持者で、自身を議会によって選任された統治者としながらも、母語のフランス語を理解できる貴族出身者で周囲が固められたことで保守的なスタンスも目立ったが、彼は政府の主導する改革を積極的に後押しし、改革的な法案が漸進的に成立した。この時代は、1848年革命に見られるような自由主義がスウェーデンにも上陸し、王制廃止を主張する暴動が起きたが、ウィーン体制を脅かすような急激な改革には反対し、武力でもって鎮圧させた。
またこの頃、北ヨーロッパ全土に沸き上がったナショナリズム、汎スカンディナヴィア主義にオスカル1世も傾倒し、これを支持した。オスカル1世はこの主義の牽引者となり、ヨーロッパ列強（五大国）に対抗していく。1848年、デンマークにおいて第一次シュレースヴィヒ＝ホルシュタイン戦争が勃発すると、オスカル1世はデンマークを全面的に支持してフュン島へ軍を派遣し、スコーネに予備部隊を待機させ、志願兵を義勇軍としてデンマーク陸軍に参加させているが、正規兵は戦闘には加わらなかった（志願兵はスウェーデン、ノルウェー両軍から派遣しているが、瀬戸際での中立政策は維持させることに成功した）。戦争がホルシュタイン公国を支持するプロイセンの介入によって硬直化すると、オスカル1世は独自に列強と交渉して休戦に至らしめた。この外交的成功は、ヨーロッパにオスカル1世の名声を高めたが、一方で列強の警戒心を呼んだ。汎スカンディナヴィア主義の政治的な一面には、デンマークの王位継承問題も含まれ、ベルナドッテ家のデンマーク王推戴によるカルマル同盟再現の狙いもあったが、ロンドン議定書においてそれは否定された。
また1853年には、ウィーン体制の崩壊を象徴するクリミア戦争が勃発した。欧州列強を分裂させたこの戦争にもオスカル1世は関心を示し、イギリス、フランスの支持の元、フィンランド奪回を目論んだ。オスカル1世は当初は中立を宣言するもこれを注視し、イギリス・フランスのバルト海への艦隊派遣を支援した。英仏艦隊はフィンランド沿岸を制圧したが、これに対しロシア帝国は機雷を用いてフィンランド上陸を阻止したため、オスカル1世は慎重策を取らざるを得なくなり、結局クリミア戦争はスウェーデンが宣戦布告する直前で終結した。ただ、スウェーデンにとって悲願であったオーランド諸島の非武装化をロシアに認めさせることだけは成功した（パリ条約、1856年）。また同君連合を組むノルウェーの安全保障のため、特にフィンマルク県をロシアから守るために英仏と保障を求める条約を締結した（1855年）。この協定は秘密条約であったが、間もなく各国に知れ渡ることとなり、スウェーデンの参戦が噂されている。事実としてこの条約の締結された年の1月に軍の動員計画が作成されており、当時は参戦に対する世論の後押しがあり、オスカル1世自身も参戦の機会を伺っていた。しかし戦争の終結によって、オスカル1世の思惑は外れることとなった。
オスカル1世は英仏列強と協調し、ロシアからの脅威を排除し、場合によっては武装中立を放棄する政策を取ったが、中立主義を望む政府や国民には受け入れられなかった。また、1857年にはデンマークとの軍事同盟も検討したが、政府によって否定された。これには「シュレースヴィヒ＝ホルシュタイン問題」にさらされるデンマークと協力してプロイセンからの脅威を排除するためであったが、同盟を結ぶことで紛争に巻き込まれることは確実となるため、政府は消極的であった。オスカル1世のこのような政策の背景には、汎スカンディナヴィア主義の理想と、大国時代への郷愁があった。彼の時代が北欧ナショナリズムの頂点であった。デンマーク、ノルウェー、スウェーデンの統一国家への移行が真剣に唱えられ、それらは北欧諸国民の熱烈な支持を受けていた。また、フィンランド人もこの主義に共鳴し、後のフィンランド・ナショナリズムへと発展していった。しかしこの主義は、王権復活を拒む北欧諸国政府の警戒心を呼び、北欧諸国民の期待に応えることはなかった。この理想は息子の王太子カールに引き継がれて行くが、オスカル1世の晩年にはすでに退潮の兆しが見え始めていた。
1857年に病に倒れ、王太子カールが摂政となった。1859年7月8日に死去し、スウェーデンの大国復興の夢は完全に過去のものとなった。